# Laubendorf (Langenzenn)

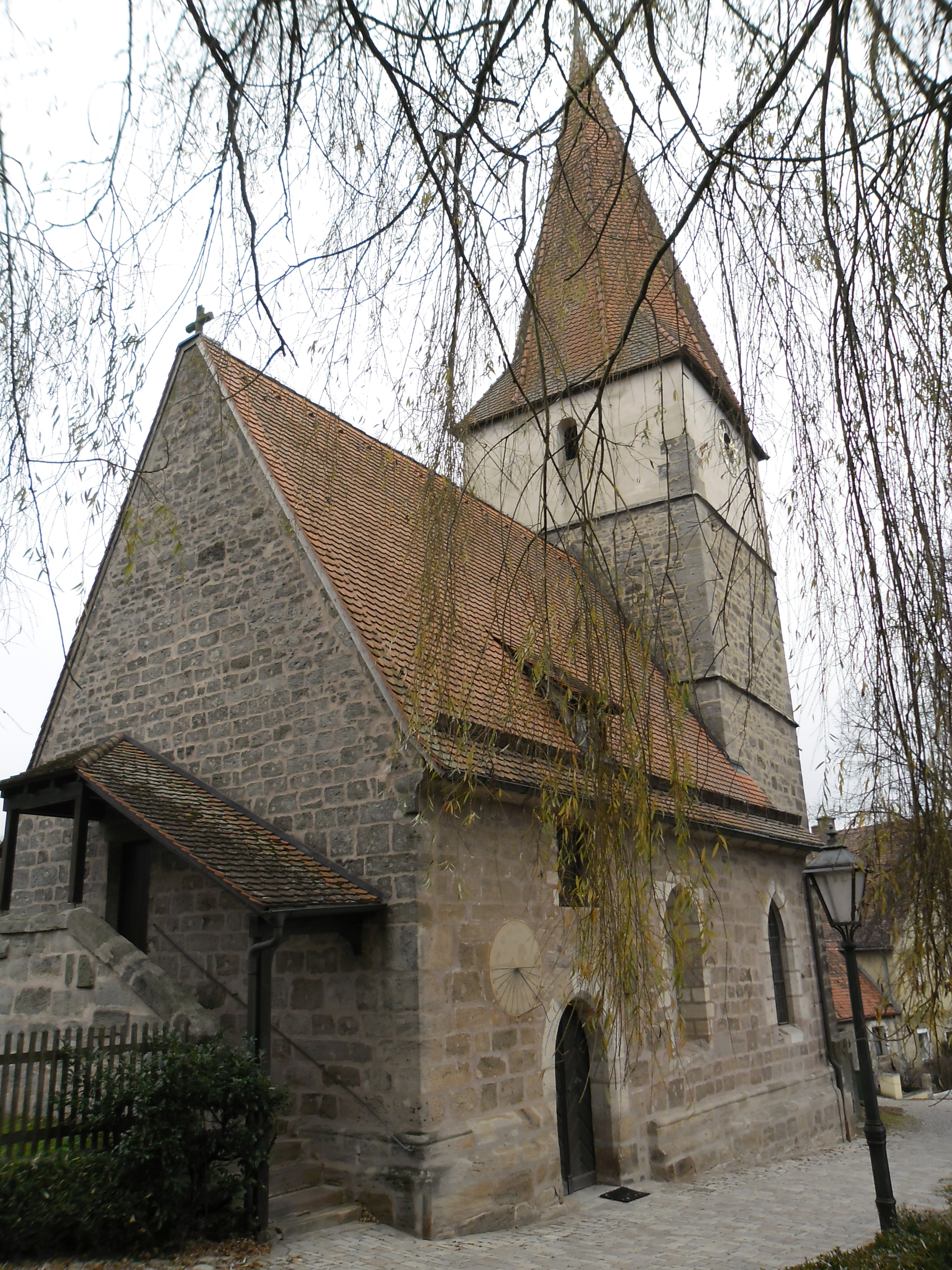
St. Georg

Laubendorf (fränkisch: Laum-doaf) ist ein Gemeindeteil der Stadt Langenzenn im Landkreis Fürth (Mittelfranken, Bayern). Die Gemarkung Laubendorf hat eine Fläche von 12,569 km². Sie ist in 2234 Flurstücke aufgeteilt, die eine durchschnittliche Fläche von 5626,23 m² haben. In ihr liegen neben dem namensgebenden Ort die Gemeindeteile Erlachskirchen, Heinersdorf und Lohe.

## Geographie
Das Pfarrdorf liegt am Nordufer der Zenn den Ortschaften Heinersdorf und Lohe direkt gegenüber. Der Altbuchbach mündet unmittelbar südlich des Ortes als linker Zufluss in die Zenn. Im Norden erheben sich der Kugelberg (380 m ü. NHN) und der Kühberg (378 m ü. NHN). Im Westen grenzt der Spitalwald an. 
Eine Gemeindeverbindungsstraße führt nach Lohe zur Staatsstraße 2252 (0,4 km südlich) bzw. die St 2252 kreuzend nach Heinersdorf (1,3 km südwestlich). Eine weitere Gemeindeverbindungsstraße führt nach Dürrnbuch (3,5 km nordwestlich). Die Zenngrundbahn bedient den am südlichen Ortsrand gelegenen Haltepunkt Laubendorf im Bayerntakt.

## Geschichte
Der Ort wurde 1237 als „Lubendorff“ erstmals urkundlich erwähnt. 1246 überließ das Kloster Heilsbronn dem Bamberger Domkapitel im Tausch Güter in „Luͤbendorf“. Die Bedeutung des Ortsnamens ist unklar. Im 14. Jahrhundert gab es im Ort folgende Grundherren: die Burggrafschaft Nürnberg, das Kloster Heilsbronn, das Nürnberger Klarissenkloster St. Klara und die Eigenherren Conrad von Linte, Sigfried von Brenwiz und Konrad Groß. Im burggräflichen Urbar von 1360/70 wurden neun Güter verzeichnet, die diesem gehörten. Im Salbuch des Amtes Cadolzburg von 1414 wurden für den Ort 20 Anwesen verzeichnet, von denen zwölf den Markgrafen und acht der Reichsstadt Nürnberg unterstanden. Daneben gab es den Langenzenner Spitalshof und drei kommunale Anwesen (Badstube, Schmiede, Hirtenhaus). Die dem Augustiner-Chorherren-Stift von Langenzenn unterstehende Gemeinde hatte den Stiftskanoniker Johann Bauereisen („Pawerweisen“) 1525 zum Pfarrer, welcher nach wohl längerem Zögern die neue Kirchenordnung der Reformation angenommen hat und dann als evangelischer Pfarrer in Laubendorf gestorben ist und dort auch begraben wurde.
Gegen Ende des 18. Jahrhunderts gab es in Laubendorf 37 Anwesen. Das Hochgericht und die Dorf- und Gemeindeherrschaft übte das brandenburg-ansbachische Stadtvogteiamt Langenzenn aus. Grundherren waren das Kastenamt Cadolzburg (4 Höfe, 14 Güter, 3 Häuser), das Klosteramt Langenzenn (2 Halbhöfe, 9 Güter), die Pfarrei Rittersbach (1 Viertelhof, 1 Gut) und die Reichsstadt Nürnberg: Landesalmosenamt (1 Gut), St.-Klara-Amt (1 Halbhof), Spitalamt (1 Hof).
Von 1797 bis 1808 unterstand der Ort dem Justiz- und Kammeramt Cadolzburg. Im Rahmen des Gemeindeedikts wurde 1808 der Steuerdistrikt Laubendorf gebildet, zu dem Erlachskirchen, Hardhof, Heinersdorf, Heinersdorfer Mühle und Lohe gehörten. Im selben Jahr entstand die Ruralgemeinde Laubendorf, die deckungsgleich mit dem Steuerdistrikt war. Sie war in Verwaltung und Gerichtsbarkeit dem Landgericht Cadolzburg zugeordnet und in der Finanzverwaltung dem Rentamt Cadolzburg (1919 in Finanzamt Cadolzburg umbenannt). Ab 1862 gehörte Laubendorf zum Bezirksamt Fürth (1939 in Landkreis Fürth umbenannt). Die Gerichtsbarkeit blieb beim Landgericht Cadolzburg (1879 in Amtsgericht Cadolzburg umbenannt), seit 1931 ist das Amtsgericht Fürth zuständig. Die Finanzverwaltung wurde am 1. Januar 1929 vom Finanzamt Fürth übernommen. Die Gemeinde hatte 1964 eine Gebietsfläche von 13,127 km².
Mit der Gebietsreform in Bayern wurde die Gemeinde Laubendorf am 1. Juli 1972 in die Stadt Langenzenn eingegliedert.

### Baudenkmäler
In Laubendorf gibt es sieben Baudenkmäler:
- Dürrnbucher Str. 2: dazugehörige Scheune
- Dürrnbucher Str. 4: Wohnstallhaus
- Pfarrweg 3: neues Pfarrhaus mit Nebengebäude und Einfriedung
- Pfarrweg 10: ehemaliges Pfarrhaus mit Scheune
- Pfarrweg 12: evangelisch-lutherische Pfarrkirche St. Georg
- Wilhermsdorfer Str. 8: ehemaliges Bauernhaus
- Wilhermsdorfer Str. 10: Nebengebäude einer Hofanlage

### Bodendenkmäler
In der Gemarkung Laubendorf gibt es acht Bodendenkmäler.

### Einwohnerentwicklung
Gemeinde Laubendorf
| Jahr      | 1818   | 1840   | 1852   | 1855   | 1861   | 1867   | 1871   | 1875   | 1880   | 1885   | 1890   | 1895   | 1900   | 1905   | 1910   | 1919   | 1925   | 1933   | 1939   | 1946   | 1950   | 1952   | 1961   | 1970   |
| Einwohner | 388    | 458    | 475    | 497    | 487    | 484    | 454    | 451    | 467    | 450    | 434    | 437    | 417    | 426    | 477    | 438    | 441    | 439    | 415    | 627    | 741    | 677    | 664    | 719    |
| Häuser    | 77     | 77     |        |        |        |        | 75     |        |        | 79     | 81     |        | 80     |        |        |        | 80     |        |        |        | 89     |        | 119    |        |
| Quelle    | [ 17 ] | [ 18 ] | [ 19 ] | [ 19 ] | [ 20 ] | [ 21 ] | [ 22 ] | [ 23 ] | [ 24 ] | [ 25 ] | [ 26 ] | [ 19 ] | [ 27 ] | [ 19 ] | [ 28 ] | [ 19 ] | [ 29 ] | [ 19 ] | [ 19 ] | [ 19 ] | [ 30 ] | [ 19 ] | [ 12 ] | [ 31 ] |

Ort Laubendorf
| Jahr      | 001818 | 001840 | 001861 | 001871 | 001885 | 001900 | 001925 | 001950 | 001961 | 001970 | 001987 | 002019 |
| Einwohner | 206    | 233    | 241    | 222    | 221    | 210    | 232    | 362    | 363    | 402    | 442    | 511    |
| Häuser    | 42     | 42     |        |        | 44     | 45     | 45     | 51     | 72     |        | 119    |        |
| Quelle    | [ 17 ] | [ 18 ] | [ 20 ] | [ 22 ] | [ 25 ] | [ 27 ] | [ 29 ] | [ 30 ] | [ 12 ] | [ 31 ] | [ 32 ] | [ 1 ]  |

## Religion
Der Ort ist seit der Reformation evangelisch-lutherisch geprägt und bis heute nach St. Georg (Laubendorf) gepfarrt. Die Einwohner römisch-katholischer Konfession waren ursprünglich nach St. Michael (Wilhermsdorf) gepfarrt, heute ist die Pfarrei St. Marien (Langenzenn) zuständig.

## Wanderwege
Durch den Ort führen der Fernwanderweg Ansbacher Weg und die längeren Wanderwege Heinrich-Bauer-Weg und Lagenzenner Rundweg.